# 松平莉奈
松平 莉奈（まつだいら りな、1989年〈平成元年〉 - ）は日本の画家。「デジタルアーカイブ模写派」の提唱者。日本画教室「日本画アトリエ こま」講師、日本画グループ「景聴園」メンバー。京都市芸術新人賞や京都府文化賞奨励賞の受賞者。兵庫県生まれ。京都市立芸術大学出身、2014年同大学大学院美術研究科修士課程（絵画専攻日本画）修了。国際日本文化研究センターの研究会にも参加し、2018年から2020年には国文学研究資料館の「ないじぇる芸術共創ラボ」でアーティスト・イン・レジデンス（AIR) 日本画家を務めた。2022年には韓国に半年間留学。
中孝介やクレモンティーヌといったアーティストのCDジャケットも手掛け、2017年から『西洋史学』の表紙絵を提供している。2018年には和楽器演奏プロジェクト「Bamboo Flute Orchestra」のミュージックビデオに日本画を提供した。2023年には長崎県の天祐寺の依頼で、聖母マリアとイエス・キリストを題材にした、観音菩薩にも見える聖母子絵像を制作している。モチーフの「ひも」には「私たちを縛り、隔てるものを打ち破りたい」という想いがあり、「他者について想像すること」をテーマとする。日本画からの解放を指向し、日本画の手法を活用した人物の具象画を中心に手掛けている。

## 主な受賞歴
- 2013年 - 出光興産「シェル美術賞」入選[29]
- 2015年 - 「VOCA展」佳作賞[7]
- 2015年 - 第3回 続（しょく）「京都 日本画新展」優秀賞[30][15]
- 2017年 - 平成28年度 京都市芸術新人賞[31][15][12]
- 2020年 - 第38回 京都府文化賞奨励賞[13]